# Lebrecht (Anhalt-Bernburg-Schaumburg-Hoym)

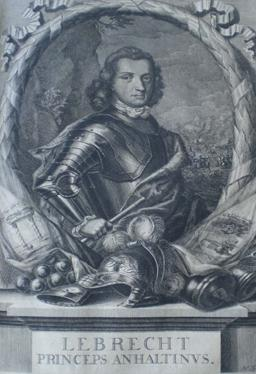
Fürst Lebrecht von Anhalt-Bernburg-Schaumburg-Hoym

Lebrecht von Anhalt-Bernburg (* 28. Juni 1669 in Bernburg; † 17. Mai 1727 in Ems) war als erster Fürst von Anhalt-Bernburg-Schaumburg-Hoym Begründer einer askanischen Nebenlinie.

## Leben
Lebrecht war der jüngere Sohn des Fürsten Viktor Amadeus von Anhalt-Bernburg (1634–1718) aus dessen Ehe mit Elisabeth (1642–1677), Tochter des Pfalzgrafen Friedrich von Zweibrücken. Lebrecht erhielt eine sorgfältige Erziehung, die mit der Grand Tour abgeschlossen wurde. 1683 nahm er gemeinsam mit Fürst Johann Georg II. von Anhalt-Dessau am Großen Türkenkrieg teil. 1689 gingen die ausgehobenen anhaltischen Truppen in kaiserlichen Besitz über, mit ihnen wechselte auch Lebrecht in kaiserliche, später in hessische Dienste. Er kämpfte in Ungarn und am Rhein.
Im September 1690 schlossen Fürst Viktor I. Amadeus und Elisabeth Charlotte Melander, Gräfin von Holzappel-Schaumburg und Fürstin von Nassau-Schaumburg, einen Heiratsvertrag für ihre Kinder Lebrecht und Charlotte von Nassau-Schaumburg ab. Durch die Eheschließung zwei Jahre darauf wurde die anhaltische Nebenlinie Anhalt-Bernburg-Schaumburg-Hoym begründet. Die Besitzungen waren zunächst bescheiden: Aus anhaltischem Besitz flossen 1692 die Ortschaften Belleben und Haus Zeitz, 1707 das Amt Hoym ein. Die schaumburgischen Anteile beschränkten sich auf Dörnberg und die Laurenburg. Das Recht auf Mitherrschaft in der reichsunmittelbaren Grafschaft Holzappel führte zu Spannungen zwischen Fürst Lebrecht und seiner Schwiegermutter, die erst im Juni 1700 mit einer förmlichen Entschuldigung Lebrechts beseitigt werden konnten.
Auch mit seinem älteren Bruder Karl Friedrich, der sich auf die Primogeniturordnung in Anhalt-Bernburg berief, kam es immer wieder zu Streitereien um einzelne Territorien, die sogar in militärischen Auseinandersetzungen und der Besetzung Hoyms mündeten.
Nach dem Tod seiner Gattin im Jahr 1700 gelang es Fürst Lebrecht nicht, sich den Zugriff auf deren schaumburgisches Erbe zu sichern: Die Grafschaft Holzappel ging auf seinen ältesten Sohn über, der 1707 auch die Burg und Herrschaft Schaumburg erbte. Lebrecht residierte zunächst auf der Schaumburg, bevor er 1721 das in diesem Jahr fertiggestellte Schloss Hoym als Residenz bezog.
Fürst Leberecht lag 1702 in Grave zu Garnison und verliebte sich in die Tochter des dortigen vormaligen Gouverneurs. Er heiratete am 26. Juni 1702 die Baronesse Eberhardine Jacobe von Weede (1682–1724). Sie war die Tochter des Johann George, Baron van Weede (1627–1696; 1675 Reichsfreiherrenstand), Herr zu Biljoen, Walenburg, Balgoy und Keent, Admiral in den Nord-Quartieren, Generalmajor der Mariniers und Gouverneur von Grave, und der Margarethe geb. von Raesfeld (1646–1712). Da sie nicht dem Hochadel entstammte, war es zunächst eine unstandesgemäße, also morganatische Ehe. In einem Vertrag vom 23. Februar 1703 wurde der gebürtigen Baronesse von Weede und den aus der Ehe zu erwartenden Kindern der freiherrliche Stand mit dem Namen von Bähringen zuerkannt. Doch am 1. August 1705 ließ der Fürst seiner Gemahlin Eberhardine vom Kaiser die Würde einer Reichsgräfin von Weede verleihen. Sie galt nun als gebürtige Gräfin von Weede, damit war es nicht mehr eine standesungleiche, morganatische Ehe: sie wurde nun als ebenbürtige Gemahlin des Fürsten als Fürstin von Anhalt geachtet, und es waren die Kinder aus dieser Ehe nicht mehr auf den freiherrlichen Namen von Bähringen beschränkt, sondern waren Prinz bzw. Prinzessin von Anhalt.
Nach dem Tod seiner zweiten Gattin heiratete Lebrecht 1725 Sophie von Ingersleben, Tochter des Just Adam von Ingersleben und Hofmeisterin an seinem Hof. Da die Ehe nicht standesgemäß war, untersagte ihr der Reichshofrat in Wien den Gebrauch der Anrede „Durchlaucht“ sowie das Prädikat „fürstlich“.
Nach Lebrechts Tod vereinte sein ältester Sohn die anhaltischen und schaumburgischen Besitzungen und formte so das Fürstentum Anhalt-Bernburg-Schaumburg-Hoym aus.

## Ehen und Nachkommen
Am 12. April 1692 heiratete Fürst Lebrecht Charlotte von Nassau-Schaumburg. Aus dieser Ehe gingen folgende Kinder hervor:
- Viktor I. Amadeus Adolf (1693–1772), Fürst von Anhalt-Bernburg-Schaumburg-Hoym

⚭ 1. 1714 Gräfin Charlotte Luise von Isenburg-Birstein (1680–1739)
⚭ 2. 1740 Gräfin Hedwig Sophie Henckel von Donnersmarck (1717–1795)
- Friedrich Wilhelm (1695–1712), gefallen bei Denain während des Spanischen Erbfolgekrieges
- Elisabeth Charlotte (1696–1754)
- Christian (1698–1720), Oberstleutnant in kaiserlichem Dienst, gefallen bei Palermo im Krieg der Quadrupelallianz
- Viktoria Hedwig (1700–1701)

Nach dem Tod seiner ersten Frau heiratete Lebrecht am 27. Juni 1702 die Freiin Eberhardine Jacobe von Weede (1682–1724), die in den Reichsgrafenstand erhoben wurde. Das Paar hat folgende Kinder:
- Viktoria Sophie (*/† 1704)
- Charlotte Wilhelmine (1704–1766)

⚭ 1724 Landgraf Wilhelm von Hessen-Philippsthal-Barchfeld (1692–1761)
- Johann Georg (1705–1706)
- Joseph Karl (1706–1737)
- Sophie Christine Eberhardine (1710–1784)

⚭ Fürst Christian zu Schwarzburg-Sondershausen-Neustadt (1700–1749)
- Viktor Lebrecht (1711–1737)

Nach dem Tod seiner zweiten Frau heiratete er am 14. September 1725 Sophie von Ingersleben (* c. 1690; † 31. März 1726). Diese Ehe blieb kinderlos.